# Sauli Ahvenjärvi
Sauli Sakari Ahvenjärvi (né le 18 août 1957 à Jämijärvi) est un politicien finlandais.

## Biographie
Ce docteur ès technologies
et chanteur de gospel, a été professeur dans une université de sciences appliquées .
Il est élu député de la circonscription du Satakunta aux élections législatives finlandaises de 2011. 
Il est candidat sur la liste des Chrétiens-démocrates aux Élections européennes de 2014 en Finlande, mais il n'est pas élu.
Aux élections législatives finlandaises de 2015, il est candidat dans la Circonscription de Pirkanmaa mais il n'est pas élu.